# 联奎塔三元祠
联奎塔、三元祠，位于中国福建省福州市永泰县城峰镇塔山公园，分别于清道光十五年（1835年）、十一年（1831年）为纪念南宋乾道年间“七年三度状元来”盛事而建。
- 联奎塔，石构，七层八角，通高21米，塔门旁有石雕文官，各层均有石佛像和石构栏杆平座，塔内有螺旋式石梯可通顶层。
- 三元祠，主座双坡顶，穿斗式木构架，面阔三间，进深五柱，围以封火墙。用材考究，装饰精美。

2005年5月11日公布为第六批福建省文物保护单位。